# Kukiz'15
Kukiz'15 es un movimiento político en Polonia dirigido por el músico punk rock convertido en político Paweł Kukiz. Es una asociación, que no está registrada como partido político, y que se ha coordinado con grupos de extrema derecha, como el partido Movimiento Nacional, en el pasado, aunque no es de extrema derecha en sí. Se ha descrito como "anti-establecimiento", como una "amplia coalición [carente] de coherencia programática", como de centro-derecha, y anteriormente como de derecha. Después de las elecciones en 2015, K'15 comenzó a moverse hacia una derecha más moderada, terminó la coalición con organizaciones y políticos de extrema derecha y cambió su actitud, por ejemplo hacia la Unión Europea o las uniones civiles. Desde entonces, K'15 ha perdido un gran apoyo en las encuestas.

## Historia
El partido se fundó después de que Kukiz se presentara a las elecciones presidenciales de 2015 y obtuviera un 21% de los votos, convirtiéndose así en el tercero de los candidatos por número de votos en la primera ronda de los comicios. El asunto principal en el que Kukiz centró la campaña durante las elecciones fue la sustitución del sistema proporcional polaco por un sistema de escrutinio mayoritario uninominal, cuestión sometida a referéndum en septiembre de 2015.
Este movimiento político es particularmente popular entre los jóvenes polacos, habiendo obtenido Kukiz el 42% de los sufragios entre los votantes cuya edad está comprendida entre los 18 y los 29 años.
En las elecciones generales de 2015, Kukiz'15 cooperó con el partido Movimiento Nacional, considerado un partido de extrema derecha. En torno a un cuarto de los 42 escaños obtenidos por el partido fueron ocupados por miembros del Movimiento Nacional.
En las elecciones parlamentarias de 2019 participó dentro de la Coalición Polaca, obteniendo 6 escaños.